# Heterochelus furoninus
Heterochelus furoninus är en skalbaggsart som beskrevs av Hermann Burmeister 1844. Heterochelus furoninus ingår i släktet Heterochelus och familjen Melolonthidae. Inga underarter finns listade i Catalogue of Life.